# Warm and Cozy
Warm and Cozy (hangeul : 맨도롱 또똣 ; RR : Maendorong Ttottot) est une série télévisée sud-coréenne diffusée du 13 mai au 2 juillet 2015 sur MBC avec Kang So-ra et Yoo Yeon-seok,.

## Synopsis
Lee Jung-joo a lutté et travaillé dur toute sa vie, mais elle n’a jamais pris une pause, la laissant perpétuellement grognonne. Au cours de ses cinq années en tant qu'employée administrative dans une entreprise de vêtements à Séoul, elle n'a jamais manqué une journée de travail. Mais cela ne l’empêche pas de perdre rapidement son travail, sa maison et son petit-ami, alors elle décide à son insu de commencer une nouvelle vie à Jeju.
Elle y fait la connaissance de Baek Gun-woo, chef cuisinier et propriétaire du restaurant "chaleureux et confortable". Jung-joo avait déjà rencontré Baek Gun-woo au cours de son dix-huitième anniversaire et se trompait en disant qu'ils étaient jumeaux. Jung-joo le prend tout d'abord pour un escroc, car il ne semble pas pouvoir s'empêcher de dire des mensonges charmants à gauche et à droite. Gun-woo est un romantique décontracté issu d'une famille aisée qui ne fait que ce qu'il a envie de faire, y compris ouvrir un restaurant sur Jeju simplement parce que c'est là que réside son béguin. Jung-joo et Gun-woo se disputent leurs personnalités et leurs priorités différentes, puis tombent progressivement amoureux l'un de l'autre.

## Distribution
- Yoo Yeon-seok : Baek Geon-woo
- Kang So-ra : Lee Jung-joo
- Lee Sung-jae : Song Jung-geun
- Kim Sung-oh : Hwang Wook
- Lee Han-wi : Gong Jong-bae
- Seo Yi-an : Mok Ji-won
- Kim Hee-jung : Kim Hae-shil
- Ok Ji-young : Cha Hee-ra
- Jinyoung : Jung Poong-san
- Kim Mi-jin : Bu Mi-ra
- Lee Yong-yi : Noh Bok-nyeo
- Gu Bon-im : Go Yoo-ja
- Choi Sung-min : Park Dong-soo
- Lee Sang-hyun : assistante Jang
- Lee Joong-moon : ex-petit ami de Jung Joo
- Na Seung-ho

## Classements
Dans le tableau ci-dessous, les chiffres bleus représentent les scores, et les chiffres rouges représentent les plus hauts scores.
| Nb. d'épisodes | Date de diffusion originale | Audience moyenne | Audience moyenne            | Audience moyenne | Audience moyenne            |
| Nb. d'épisodes | Date de diffusion originale | Scores TNmS      | Scores TNmS                 | AGB Nielsen      | AGB Nielsen                 |
| Nb. d'épisodes | Date de diffusion originale | National         | Région de la capitale Séoul | National         | Région de la capitale Séoul |
| -------------- | --------------------------- | ---------------- | --------------------------- | ---------------- | --------------------------- |
| 1              | 13 mai 2015                 | 6.4%             | 7.8%                        | 6.3%             | 7.3%                        |
| 2              | 14 mai 2015                 | 5.8%             | 7.5%                        | 5.6%             | 6.5%                        |
| 3              | 20 mai 2015                 | 7.7%             | 10.1%                       | 6.6%             | 7.5%                        |
| 4              | 21 mai 2015                 | 6.7%             | 8.4%                        | 6.7%             | 7.4%                        |
| 5              | 27 mai 2015                 | 7.7%             | 9.1%                        | 7.0%             | 7.7%                        |
| 6              | 28 mai 2015                 | 7.8%             | 11.0%                       | 7.5%             | 8.3%                        |
| 7              | 3 juin 2015                 | 8.2%             | 9.8%                        | 7.0%             | 8.1%                        |
| 8              | 4 juin 2015                 | 7.6%             | 10.2%                       | 7.6%             | 8.2%                        |
| 9              | 10 juin 2015                | 8.6%             | 10.9%                       | 8.1%             | 8.8%                        |
| 10             | 11 juin 2015                | 8.5%             | 11.3%                       | 8.8%             | 9.2%                        |
| 11             | 17 juin 2015                | 7.6%             | 10.3%                       | 7.8%             | 8.7%                        |
| 12             | 18 juin 2015                | 7.5%             | 9.2%                        | 8.2%             | 9.0%                        |
| 13             | 24 juin 2015                | 7.1%             | 9.0%                        | 7.5%             | 7.8%                        |
| 14             | 25 juin 2015                | 7.2%             | 9.2%                        | 7.6%             | 8.6%                        |
| 15             | 1er juillet 2015            | 8.5%             | 11.0%                       | 7.7%             | 8.4%                        |
| 16             | 2 juillet 2015              | 7.7%             | 9.0%                        | 7.6%             | 8.3%                        |
| Moyenne        | Moyenne                     | 7.5%             | 9.7%                        | 7.4%             | 8.1%                        |

## Bande-originale
| No  | Titre                                | Artiste                    | Durée |
| --- | ------------------------------------ | -------------------------- | ----- |
| 1.  | Thank U                              | K.Will                     | 3:24  |
| 2.  | Butterfly                            | Ha-neul Hae, Kong Bo-kyung | 3:29  |
| 3.  | 더 가까이 (A Little Closer)          | Hyolyn                     | 3:40  |
| 4.  | 보이지 말아줘 (Please Don't Be Seen) | Jubee (Sunny Hill)         | 3:36  |
| 5.  | 널 위한거야 (All for You)            | Son Seung-yeon             | 4:09  |
| 6.  | Jeju Hands                           | Voiture                    |       |
| 7.  | 라라 테마 (Lala Theme)               | Voiture                    |       |
| 8.  | Funning Guitar                       | Artistes variés            | 2:03  |
| 9.  | I Missing You                        | Artistes variés            |       |
| 10. | In Deserted House                    | Artistes variés            |       |
| 11. | Broken Heart                         | Artistes variés            |       |
| 12. | Sea of Love                          | Artistes variés            |       |
| 13. | Falling                              | Artistes variés            |       |

## Diffusion
- MBC (2015)
- Oh!K (2015)
- TVB Korean Drama (2015)
- Videoland Drama (2016)
- ABS-CBN (Jeepney TV et Asianovela Channel) (2018)
- Teleamazonas (2018)
- Willax Televisión (2018)